# Quando Marta urlò dalla tomba
Quando Marta urlò dalla tomba (La mansión de la niebla) è un film del 1972 diretto da Francisco Lara Polop.

## Trama
Nel cuore della notte, un gruppo di persone giunge nella dimora di Marta Clinton, una casa situata vicino ad un cimitero dove sembrano aggirarsi alcuni fantasmi. Una serie di terrificanti eventi renderà il loro soggiorno nella casa un vero e proprio incubo.